# Ciclocròs Ciutat de València
El Ciclocròs Ciutat de València és una cursa ciclista de la modalitat de ciclocròs que es disputa cada desembre a València al País Valencià. Forma part de la Copa d'Espanya de ciclocròs.

## Palmarès masculí
| Any  | Vencedor             | Segon                    | Tercer                   |
| ---- | -------------------- | ------------------------ | ------------------------ |
| 2003 | Fernando Fernández   | Isaac Suárez             | Ismael Esteban           |
| 2004 | Santiago Armero      | Sergio Mantecón          | Sergio Calatayud         |
| 2005 | Santiago Armero      | José Antonio Donet       | Adrià Tous               |
| 2006 | Isaac Suárez         | Santiago Armero          | Francesc Xavier Carnicer |
| 2007 | Unai Yus             | David Seco               | Santiago Armero          |
| 2008 | Isaac Suárez         | Unai Yus                 | Óscar Vázquez            |
| 2009 | José Antonio Hermida | Óscar Vázquez            | Isaac Suárez             |
| 2010 | Tom Van Den Bosch    | Unai Yus                 | Dani Guerrero            |
| 2011 | José Antonio Hermida | Óscar Vázquez            | Isaac Suárez             |
| 2012 | Aitor Hernández      | Javier Ruiz de Larrinaga | Isaac Suárez             |
| 2013 | Aitor Hernández      | Javier Ruiz de Larrinaga | Jonathan Lastra          |
| 2014 | Aitor Hernández      | Felipe Orts              | Javier Ruiz de Larrinaga |
| 2015 | Felipe Orts          | Javier Ruiz de Larrinaga | Óscar Pujol              |
| 2016 | No disputat          |                          |                          |
| 2017 | Felipe Orts          | Wietse Bosmans           | Aitor Hernández          |
| 2018 | No disputat          |                          |                          |
| 2019 | Felipe Orts          | Kevin Suárez             | Clément Russo            |
| 2020 | Felipe Orts          | Kevin Suárez             | Matteo Vercher           |
| 2021 | Felipe Orts          | Gonzalo Inguanzo         | Adrián Aranda Sanchís    |

## Palmarès femení
| Any  | Vencedora      | Segona              | Tercera            |
| ---- | -------------- | ------------------- | ------------------ |
| 2015 | Aida Nuño      | Lucía González      | Alba Teruel        |
| 2016 | No disputat    |                     |                    |
| 2017 | Lucía González | Alicia González     | Aida Nuño          |
| 2018 | No disputat    |                     |                    |
| 2019 | Lucía González | Aida Nuño           | Lucía Gómez Andreu |
| 2020 | Lucía González | Aida Nuño           | Olivia Onesti      |
| 2021 | Lucía González | Karen Verhestraeten | Aida Nuño          |